# Норт Хендерсон (Илиноис)
Норт Хендерсон (енгл. North Henderson) град је у америчкој савезној држави Илиноис.

## Демографија
По попису из 2010. године број становника је 187, што је 0 (0,0%) становника више него 2000. године.
| Група             | 2000.       | 2010.       |
| Белци             | 185 (98,9%) | 181 (96,8%) |
| Афроамериканци    | 0 (0,0%)    | 0 (0,0%)    |
| Азијати           | 0 (0,0%)    | 0 (0,0%)    |
| Хиспаноамериканци | 2 (1,1%)    | 3 (1,6%)    |
| Укупно            | 187         | 187         |